# Aeneolamia varia
Aeneolamia varia är en insektsart som först beskrevs av Fabricius 1787.  Aeneolamia varia ingår i släktet Aeneolamia och familjen spottstritar. Inga underarter finns listade i Catalogue of Life.